# Piraí do Norte
Piraí do Norte là một đô thị thuộc bang Bahia, Brasil. Đô thị này có diện tích 227,638 km², dân số năm 2007 là 6059 người, mật độ 26,62 người/km².